# Sphiggurus villosus
Sphiggurus villosus — вид гризунів родини Голкошерстові (Erethizontidae). 

## Поширення
Мешкає в штаті Ріо-де-Жанейро, та Мінас-Жерайс, Бразилія. Присутній у незайманих лісах Атлантики, але частіше у вторинних лісах й на межі лісу й безлісся іноді його бачать поблизу міст. 

## Поведінка
Цей голкошерст веде нічний і деревний спосіб життя; листоїдний.

## Загрози та охорона
Серйозних загроз для цього виду в наш час[коли?] немає. Жодних заходів для захисту цього виду не вживається